# 兵庫県道434号上笹千本停車場線
兵庫県道434号上笹千本停車場線（ひょうごけんどう434ごう かみささせんぼんていしゃじょうせん）は、兵庫県たつの市を通る一般県道である。

## 概要
たつの市新宮町上笹からたつの市新宮町千本に至る。

### 路線データ
- 起点：たつの市新宮町上笹（兵庫県道432号宇原新宮線交点）
- 終点：たつの市新宮町千本（JR西日本姫新線 千本駅前）
- 総延長：4.985 km

## 路線状況

### 重複区間
- 国道179号（たつの市新宮町能地・福栖橋東交差点 - たつの市新宮町千本）

### 道路施設

#### 橋梁
- 香島橋（揖保川、たつの市）
- 篠首橋（篠首川、たつの市）
- 太垣内橋（篠首川、たつの市）

## 地理

### 通過する自治体
- たつの市

### 接続道路
| 交差する道路            | 交差する場所 | 交差する場所   |
| ----------------------- | ------------ | -------------- |
| 兵庫県道432号宇原新宮線 | 新宮町上笹   | 起点           |
| 兵庫県道26号宍粟新宮線  | 新宮町香山   |                |
| 国道179号 重複区間起点  | 新宮町能地   | 福栖橋東交差点 |
| 国道179号 重複区間終点  | 新宮町千本   |                |

### 交差する鉄道
- 姫新線

### 沿線
- 揖保川
- たつの市立香島小学校
- JR西日本姫新線 千本駅